# Colin Roberts
Colin Roberts (ur. 31 lipca 1959 roku) – polityk falklandzki i Brytyjskiego Terytorium Oceanu Indyjskiego. Gubernator Falklandów i jednocześnie Komisarz Georgii Południowej i Sandwicha Południowego od 29 kwietnia 2014 roku. Komisarz Brytyjskiego Terytorium Oceanu Indyjskiego i jednocześnie komisarz Brytyjskiego Terytorium Antarktycznego od 23 lipca 2008 do 17 października 2012.